# Muhammad Yone
Satoshi Yoneyama (米山 聡, Yoneyama Satoshi) (né le 23 février 1976 à Nagoya, Préfecture d'Aichi) est un catcheur (lutteur professionnel) japonais, qui est principalement connu pour son travail à la Pro Wrestling Noah sous le nom de Muhammad Yone.

## Carrière de catcheur

### Pro Wrestling Noah (2001-...)
En avril, lui et Naomichi Marufuji remportent le Global Tag League (2012) en battant Takeshi Morishima et Katsuhiko Nakajima en finale.
Le 31 janvier 2016, lui et Katsuhiko Nakajima perdent contre Killer Elite Squad (Davey Boy Smith, Jr. et Lance Archer) et ne remportent pas les GHC Tag Team Championship.
Le 12 mars 2017, lui et Masa Kitamiya perdent contre Kenoh et Takashi Sugiura et ne remportent pas les vacants GHC Tag Team Championship,.
Lors de Great Voyage 2017 in Yokohama Vol. 2, lui et Quiet Storm battent Gō Shiozaki et Atsushi Kotoge et remportent les GHC Tag Team Championship.

## Palmarès
- All Japan Pro Wrestling
  - January 3 Korakuen Hall Junior Heavyweight Battle Royal (2001)

- Pro Wrestling NOAH
  - 1 fois GHC Openweight Hardcore Championship
  - 5 fois GHC Tag Team Championship avec Takeshi Morishima (2), Takeshi Rikio (1) et Quiet Storm (2)
  - Global Tag League (2012) avec Naomichi Marufuji
  - One Day Six Man Heavyweight Tag Team Tournament (2008) avec Mitsuharu Misawa et Takeshi Morishima

## Récompenses des magazines
- Pro Wrestling Illustrated

| Année | 2006 | 2007 | 2008 à 2009 | 2010 | 2011 | 2012 | 2013 | 2014 |
| ----- | ---- | ---- | ----------- | ---- | ---- | ---- | ---- | ---- |
| Rang  | 245  | 197  | Non classé  | 89   | 149  | 172  | 186  | 214  |